# Axelräknare
Axelräknare är en utrustning som räknar antalet axlar som passerar en punkt på en järnväg och kan användas som ersättning för spårledningar.

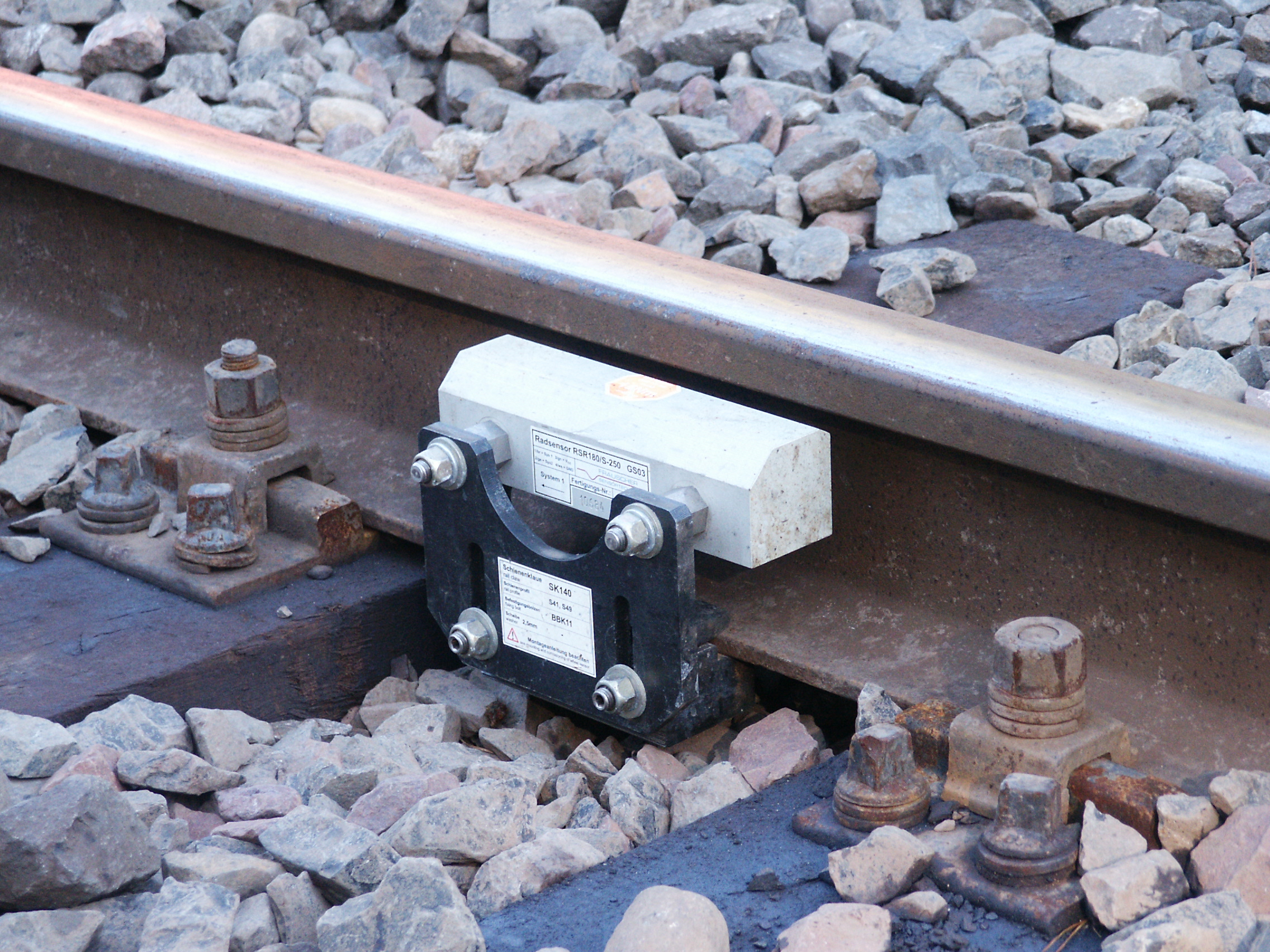
Axelräknare på en järnväg i Polen

Vanligen utnyttjas att en passerande hjulfläns av järn förändrar ett genererat magnetfält genom rälsen vilket inducerar olika spänningar. Därmed kan närvaro eller frånvaro av en axel kännas av. Axelräknaren fästs på insidan av rälsens liv. Axelräknaren skapar magnetfältet och en sensor känner av den inducerade spänningsförändringen. Sensorn sänder signal för varje passerade axel till en dator, som i sin tur sänder slutresultatet till banans säkerhetssystem. Delfunktionerna dubbleras för att öka tillförlitligheten.
Genom att placera axelräknare med lämpliga avstånd utmed banan så kan järnvägens säkerhetssystem avgöra om avsnittet är fritt från hinder eller ej vilket är nödvändigt för att kunna reservera ett banavsnitt för ett tåg (lägga en tågväg). Det vill säga kunna släppa iväg ett tåg på sträckan. Dessutom får säkerhetssystemet uppgift om tågets körriktning och en bild av hur långt tåget är. Banförvaltaren får därmed en uppgift om trafikmängden så att underhållet kan styras bättre. Axelräknare är speciellt värdefulla i tunnlar med fuktproblem.
Axelräknare ersätter eller kompletterar den spårledning som utgör den vanligaste metoden att avgöra hinderfrihet. Axelräknare kan även upptäcka om en vagn tappats på sträckan och anses av vissa vara mindre känsliga och höjer därmed tillgängligheten av banan vilket är väsentligt för kunderna. Nackdelar är att rälsbrott ej upptäcks, men de flesta brotten uppstår i isolerade rälsskarvar varför spårledningar ej är mycket bättre. Vidare är det ett stort problem vid små strömavbrott varvid de räknade antalen ej längre stämmer. Man måste då utföra krångliga nollställningar (resets).